# Colombia en la clasificación de Conmebol para la Copa Mundial de Fútbol de 1982
La Selección de Colombia es una de las diez selecciones de fútbol que participaron en la Clasificación de Conmebol para la Copa Mundial de Fútbol de 1982, en la que se definieron los representantes de Conmebol para la Copa Mundial de Fútbol de 1982, que se desarrolló en España. 
La etapa preliminar —también denominada eliminatorias— se jugó en América del Sur, desde el 8 de febrero de 1981 y finalizó el 13 de septiembre de 1981. En las eliminatorias, se jugaron 4 fechas en cada grupo, con partidos de ida y vuelta.
El torneo definió cinco equipos que representaron a la Confederación Sudamericana de Fútbol en la Copa Mundial de Fútbol. Los tres mejor posicionados de cada grupo, se clasificaron directamente al mundial mientras que Argentina, clasifica automáticamente por el derecho de ser el campeón defensor de la Copa Mundial de Fútbol de 1978.

## Participante
| Selección de fútbol de Colombia |                                   |                         |
| Ciudad                          | Estadio                           | Entrenador              |
| Bogotá                          | Estadio Nemesio Camacho El Campín | Carlos Salvador Bilardo |
|                                 |                                   |                         |
| Federación Colombiana de Fútbol |                                   |                         |

## Proceso de clasificación
| Equipo   | Pts | PJ | PG | PE | PP | GF | GC | Dif |
| -------- | --- | -- | -- | -- | -- | -- | -- | --- |
| Perú     | 6   | 4  | 2  | 2  | 0  | 5  | 2  | 3   |
| Uruguay  | 4   | 4  | 1  | 2  | 1  | 5  | 5  | 0   |
| Colombia | 2   | 4  | 0  | 2  | 2  | 4  | 7  | -3  |

### Partidos

#### Primera vuelta
| Jornada   | Fecha               | Estadio                | Racha | Local    |                     | Resultado |                     | Visitante |
| --------- | ------------------- | ---------------------- | ----- | -------- | ------------------- | --------- | ------------------- | --------- |
| Jornada 1 | 26 de julio de 1981 | El Campín, Bogotá      |       | Colombia | Bandera de Colombia | 1:1       | Bandera de Perú     | Perú      |
| Jornada 2 | 9 de agosto de 1981 | Centenario, Montevideo | No    | Uruguay  | Bandera de Uruguay  | 3:2       | Bandera de Colombia | Colombia  |

#### Segunda vuelta
| Jornada   | Fecha                    | Estadio                 | Racha | Local    |                     | Resultado |                     | Visitante |
| --------- | ------------------------ | ----------------------- | ----- | -------- | ------------------- | --------- | ------------------- | --------- |
| Jornada 3 | 16 de agosto de 1981     | Nacional del Perú, Lima | No    | Perú     | Bandera de Perú     | 2:0       | Bandera de Colombia | Colombia  |
| Jornada 4 | 13 de septiembre de 1981 | El Campín, Bogotá       |       | Colombia | Bandera de Colombia | 1:1       | Bandera de Uruguay  | Uruguay   |

## Estadísticas

### Convocados
Listado de jugadores que participaron en las eliminatorias para la Copa Mundial 1982. 
| N.º | Nombre                                    | Posición      | Clubes                 |
| --- | ----------------------------------------- | ------------- | ---------------------- |
|     | Pedro Zape                                | Portero       | Deportivo de Cali      |
|     | Carlos Hernán "Tribilín" Valencia Aguilar | Portero       | Deportivo de Cali      |
|     | Jorge Armando Porras                      | Defensa       | Atlético Nacional      |
|     | Francisco Maturana                        | Defensa       | Atlético Bucaramanga   |
|     | Astolfo Romero                            | Defensa       | Deportivo de Cali      |
|     | Fernando Castro                           | Defensa       | Deportivo de Cali      |
|     | Miguel Prince                             | Defensa       | Millonarios            |
|     | Luis Eduardo Reyes                        | Defensa       | América de Cali        |
|     | Hugo Enrique "Pitillo" Valencia           | Defensa       | América de Cali        |
|     | Heberth González                          | Defensa       | Deportes Quindío       |
|     | Rafael "Tortuga" Otero                    | Mediocampista | Deportivo de Cali      |
|     | Juan Edgardo Caicedo                      | Mediocampista | América de Cali        |
|     | César Freddy Arce Valverde                | Mediocampista | Deportivo de Cali      |
|     | Pedro Sarmiento                           | Mediocampista | Atlético Nacional      |
|     | Germán Morales Patiño                     | Mediocampista | Millonarios            |
|     | Diego Edison Umaña                        | Mediocampista | Atlético Bucaramanga   |
|     | Willington Ortiz                          | Delantero     | Deportivo de Cali      |
|     | Eduardo Vilarete                          | Delantero     | Atlético Nacional      |
|     | Hernán Darío Herrera                      | Delantero     | Atlético Nacional      |
|     | Ángel María "Ñato" Torres                 | Delantero     | Deportivo de Cali      |
|     | Rafael de Jesús "Vallenato" Agudelo       | Delantero     | Deportivo de Cali      |
|     | Antonio José "Toño" Ríos                  | Delantero     | Deportivo Pereira      |
|     | Moisés Pachón                             | Defensa       | Deportivo de Cali      |
|     | Hebert Armando Ríos                       | Portero       | América de Cali        |
|     | Rubén Vélez                               | Defensa       | Deportivo Pereira      |
|     | James Mina Camacho                        | Portero       | Independiente Santa Fé |
|     | Dulio Miranda                             | Defensa       | Atlético Junior        |

### Goleadores
| Jugador                 | Goles anotados | Asis. | PJ |   |
| Hernán Darío Herrera    | 3              | -     | -  | - |
| Pedro Enrique Sarmiento | 1              | -     | -  | - |
| ----------------------- | -------------- | ----- | -- | - |